# Saison 1973-1974 du Stade rennais FC
Maillots
Chronologie
Saison précédente Saison suivante
La saison 1973-1974 du Stade rennais football club débute le 7 août 1973 avec la première journée du Championnat de France de Division 1, pour se terminer le 25 mai 1974 avec la dernière journée de cette compétition.
Le Stade rennais FC est également engagé en Coupe de France.

## Résumé de la saison
Dans la lignée de la saison précédente, le SRFC tourne définitivement la page de la Coupe de France 1971. Cela se matérialise par le départ du capitaine Louis Cardiet, parti finir sa carrière au tout jeune Paris Saint-Germain qu'il aidera à faire monter en Division 1 ; par celui de l'élégant Raymond Keruzoré, que l'Olympique de Marseille finit par débaucher malgré les réticences rennaises contre une somme de 700 000 francs ; enfin, par celui de Jean Prouff, qui quitte son poste de directeur technique pour entraîner l'US Berné, figurant parfois sur les feuilles de match comme remplaçant, malgré ses 54 ans. Pierre Garcia et Bernard Goueffic, présents de longue date au club, font également leurs valises. Dans le sens des arrivées, le recrutement peut laisser sceptique, avec de très jeunes joueurs, appuyés par le seul Dell'Oste.
Logiquement, le début de saison s'avère catastrophique. Après cinq défaites lors des neuf premières journées, le SRFC est bon dernier au classement, fin septembre. Un mois plus tard, le club change de président. Un peu plus d'un an après sa prise de pouvoir, Joseph Dault cède sa place au jeune et ambitieux Bernard Lemoux qui cherche à renflouer les caisses du club avec des opérations innovantes, faisant appel aux entreprises de la région et vendant des autocollants aux supporters. C'est finalement la municipalité qui vient au secours du Stade rennais.
Toujours en difficulté sur le plan sportif, le Stade rennais atteint la trêve hivernale sur une note plus positive, étant remonté à la dix-huitième place. Déficient offensivement, il n'aura profité à aucun moment du système de bonus instauré en cette saison, récompensant d'un point supplémentaire les équipes ayant marqué au moins trois buts dans le même match, quel que soit l'issue de la rencontre (victoire, nul ou défaite). L'attaque rennaise est finalement renforcé en janvier par l'arrivée de l'Ivoirien Laurent Pokou. La notoriété de ce dernier est importante : sacré à deux reprises meilleur buteur de la Coupe d'Afrique des nations, il a inscrit quatorze buts en deux éditions de la compétition. Avec l'aide de François Pinault, qui siège au conseil d'administration du SRFC, Pokou débarque à Rennes en décembre, devenant le premier footballeur ivoirien à jouer à l'étranger, malgré les intérêts poussés de l'Olympique de Marseille et du FC Nantes.
Grâce à l'apport de Pokou qui laisse aux spectateurs une impression fantastique lors de ses apparitions et marque huit buts en quatorze matchs, le Stade rennais finit par se relever de son exécrable début de saison et, à la faveur d'une série de bons résultats, se replace au milieu du classement, sauvant sa place dans l'élite. Finalement, c'est une treizième place honorable qui est acquise, sachant que sans l'instauration du bonus offensif (qui ne sera décroché que trois fois par le Stade rennais cette saison), les « Rouge et Noir » auraient conquis la neuvième place du classement.

## Transferts en 1973-1974
| Nom              | Nationalité   | Provenance/Destination |
| Arrivées         |               |                        |
| Alain Bernard    | France        | Octeville Hague Sport  |
| Pierre Bianic    | France        | AS Brestoise           |
| Pierre Dell'Oste | France        | Nîmes Olympique        |
| Jean-Marc Orhan  | France        | Formé au club          |
| Alain Philippe   | France        | CO Briochin            |
| Laurent Pokou    | Côte d'Ivoire | ASEC Abidjan           |
| Jean-Paul Rabier | France        | Formé au club          |
| Départs          |               |                        |
| François Blin    | France        | FC Lorient             |
| Louis Cardiet    | France        | Paris Saint-Germain    |
| Jean-Paul Escale | France        | US Valenciennes-Anzin  |
| Pierre Garcia    | France        | Stade briochin         |
| Bernard Goueffic | France        | FC Lorient             |
| Raymond Keruzoré | France        | Olympique de Marseille |
| Héctor Toublanc  | Argentine     | ?                      |

## L'effectif de la saison
| Poste¹ | Nat.² | Nom              | Naissance         | Sélection³ | Championnat | Championnat | Coupe France | Coupe France | Total Saison | Total Saison | Notes                                | Notes |
| Poste¹ | Nat.² | Nom              | Naissance         | Sélection³ | M           | But inscrit | M            | But inscrit  | M            | But inscrit  |                                      |       |
| ------ | ----- | ---------------- | ----------------- | ---------- | ----------- | ----------- | ------------ | ------------ | ------------ | ------------ | ------------------------------------ | ----- |
| A      | FRA   | Alain Bernard    | 25 septembre 1953 | -          | 17          | 2           | 0            | 0            | 17           | 2            |                                      |       |
| G      | FRA   | Daniel Bernard   | 29 septembre 1949 | -          | 38          | 0           | 1            | 0            | 39           | 0            |                                      |       |
| A      | FRA   | André Betta      | 4 mars 1944       | A          | 35          | 2           | 1            | 0            | 36           | 2            |                                      |       |
| A      | FRA   | Pierre Bianic    | 17 février 1952   | -          | 6           | 0           | 0            | 0            | 6            | 0            |                                      |       |
| A      | ARG   | Ricardo Cherini  | 24 avril 1950     | -          | 16          | 1           | 0            | 0            | 16           | 1            |                                      |       |
| D      | FRA   | Alain Cosnard    | 19 septembre 1944 | -          | 37          | 1           | 0            | 0            | 37           | 1            |                                      |       |
| A      | FRA   | Daniel David     | 5 octobre 1949    | -          | 10          | 1           | 0            | 0            | 10           | 1            |                                      |       |
| A      | FRA   | Pierre Dell'Oste | 6 octobre 1947    | -          | 18          | 3           | 1            | 0            | 19           | 3            |                                      |       |
| M      | FRA   | Réginald Dortomb | 13 septembre 1945 | B          | 29          | 1           | 1            | 0            | 30           | 1            |                                      |       |
| A      | URU   | Juan Duarte      | 10 avril 1948     | -          | 2           | 0           | 0            | 0            | 2            | 0            |                                      |       |
| A      | FRA   | Hervé Guermeur   | 12 février 1949   | -          | 34          | 13          | 1            | 0            | 35           | 13           |                                      |       |
| G      | FRA   | Pierrick Hiard   | 27 avril 1955     | -          | 0           | 0           | 0            | 0            | 0            | 0            |                                      |       |
| A      | MLI   | Fantamady Keita  | 25 septembre 1949 | A          | 20          | 5           | 1            | 0            | 21           | 5            |                                      |       |
| D      | FRA   | Loïc Kerbiriou   | 7 mars 1949       | -          | 35          | 0           | 1            | 0            | 36           | 0            |                                      |       |
| A      | FRA   | Jean-Marc Orhan  | 18 août 1954      | -          | 1           | 0           | 0            | 0            | 1            | 0            |                                      |       |
| D      | FRA   | Daniel Périault  | 16 avril 1946     | -          | 36          | 0           | 1            | 0            | 37           | 0            |                                      |       |
| M      | FRA   | Alain Philippe   | 1er mars 1953     | -          | 29          | 1           | 1            | 0            | 30           | 1            |                                      |       |
| A      | CIV   | Laurent Pokou    | 20 août 1947      | A          | 13          | 7           | 1            | 1            | 14           | 8            | Arrive de l'ASEC Abidjan en décembre |       |
| D      | FRA   | Jean-Paul Rabier | 25 janvier 1955   | -          | 4           | 0           | 0            | 0            | 4            | 0            |                                      |       |
| A      | FRA   | Philippe Redon   | 12 décembre 1950  | B          | 12          | 4           | 1            | 0            | 13           | 4            |                                      |       |
| D      | FRA   | Alain Rizzo      | 13 octobre 1949   | -          | 38          | 0           | 1            | 0            | 39           | 0            |                                      |       |
| A      | FRA   | Alain Séradin    | 24 avril 1953     | -          | 5           | 0           | 0            | 0            | 5            | 0            |                                      |       |

- 1 : G, Gardien de but ; D, Défenseur ; M, Milieu de terrain ; A, Attaquant
- 2 : Nationalité sportive, certains joueurs possédant une double-nationalité
- 3 : sélection la plus élevée obtenue

## Équipe-type
Il s'agit de la formation la plus courante rencontrée en championnat.

## Les rencontres de la saison

### Liste
| Match | Date          | Compétition     | Tour        | Adversaire    | Lieu ¹ | Score | Class. | Buteurs pour le Stade rennais |
| ----- | ------------- | --------------- | ----------- | ------------- | ------ | ----- | ------ | ----------------------------- |
| 1     | 7 août        | Division 1      | 1           | Nice          | D      | 1-0   | 4      | Keita                         |
| 2     | 10 août       | Division 1      | 2           | Sedan         | E      | 1–1   | 7      | Guermeur                      |
| 3     | 14 août       | Division 1      | 3           | Troyes        | D      | 2-1   | 7      | Guermeur Betta                |
| 4     | 17 août       | Division 1      | 4           | Bastia        | D      | 1–2   | 9      | Dell'Oste                     |
| 5     | 24 août       | Division 1      | 5           | Lyon          | E      | 2–2   | 10     | David Cherini                 |
| 6     | 1er septembre | Division 1      | 6           | Lens          | D      | 0-1   | 15     |                               |
| 7     | 12 septembre  | Division 1      | 7           | Sochaux       | E      | 1-4   | 18     | Guermeur                      |
| 8     | 22 septembre  | Division 1      | 8           | Angers        | D      | 1–2   | 19     | Guermeur                      |
| 9     | 25 septembre  | Division 1      | 9           | Marseille     | E      | 1–2   | 20     | Cosnard                       |
| 10    | 6 octobre     | Division 1      | 10          | Metz          | D      | 1–0   | 20     | Guermeur                      |
| 11    | 17 octobre    | Division 1      | 11          | Saint-Étienne | E      | 0–0   | 20     |                               |
| 12    | 27 octobre    | Division 1      | 12          | Paris FC      | D      | 1-0   | 19     | Redon                         |
| 13    | 30 octobre    | Division 1      | 13          | Monaco        | E      | 0-2   | 20     |                               |
| 14    | 2 novembre    | Division 1      | 14          | Nantes        | D      | 0–0   | 20     |                               |
| 15    | 10 novembre   | Division 1      | 15          | Bordeaux      | E      | 1-0   | 19     | Guermeur                      |
| 16    | 16 novembre   | Division 1      | 16          | Strasbourg    | D      | 2-1   | 18     | A. Bernard Pauvert (csc)      |
| 17    | 9 décembre    | Division 1      | 17          | Nîmes         | D      | 1-2   | 17     | Guermeur                      |
| 18    | 16 décembre   | Division 1      | 18          | Reims         | E      | 0–4   | 19     |                               |
| 19    | 23 décembre   | Division 1      | 19          | Sedan         | D      | 1–1   | 18     | Guermeur                      |
| 20    | 6 janvier     | Division 1      | 20          | Troyes        | E      | 2–1   | 16     | Pokou Dell'Oste               |
| 21    | 13 janvier    | Division 1      | 21          | Bastia        | E      | 0-1   | 18     |                               |
| 22    | 20 janvier    | Division 1      | 22          | Lyon          | D      | 1–0   | 17     | Pokou                         |
| 23    | 27 janvier    | Division 1      | 23          | Lens          | E      | 0–3   | 18     |                               |
| 24    | 3 février     | Coupe de France | 1/32 finale | Nantes        | N      | 1-3   | 1-3    | Pokou                         |
| 25    | 10 février    | Division 1      | 24          | Sochaux       | D      | 0-2   | 18     |                               |
| 26    | 17 février    | Division 1      | 25          | Angers        | E      | 1–0   | 18     | Redon                         |
| 27    | 24 février    | Division 1      | 26          | Marseille     | D      | 3-1   | 17     | Redon Pokou                   |
| 28    | 13 mars       | Division 1      | 27          | Metz          | E      | 0–4   | 18     |                               |
| 29    | 16 mars       | Division 1      | 28          | Saint-Étienne | D      | 1-0   | 17     | Pokou                         |
| 30    | 22 mars       | Division 1      | 29          | Nancy         | E      | 2–1   | 17     | Redon Dell'Oste               |
| 31    | 27 mars       | Division 1      | 30          | Paris FC      | E      | 0-0   | 18     |                               |
| 32    | 9 avril       | Division 1      | 31          | Monaco        | D      | 1–1   | 18     | Guermeur                      |
| 33    | 12 avril      | Division 1      | 32          | Nantes        | E      | 1–1   | 17     | A. Bernard                    |
| 34    | 16 avril      | Division 1      | 33          | Bordeaux      | D      | 4–2   | 14     | Guermeur Philippe Betta Keita |
| 35    | 19 avril      | Division 1      | 34          | Strasbourg    | E      | 1–2   | 15     | Guermeur                      |
| 36    | 1er mai       | Division 1      | 35          | Nancy         | D      | 3–0   | 13     | Guermeur Keita Pokou          |
| 37    | 11 mai        | Division 1      | 36          | Nîmes         | E      | 2–0   | 13     | Keita Pokou                   |
| 38    | 22 mai        | Division 1      | 37          | Reims         | D      | 2–0   | 10     | Guermeur Keita                |
| 39    | 25 mai        | Division 1      | 38          | Nice          | E      | 1–3   | 13     | Dortomb                       |

- 1 N : terrain neutre ; D : à domicile ; E : à l'extérieur ; drapeau : pays du lieu du match international

## Bilan des compétitions
| Compétition     | Vainqueur final  | Débute au tour | Place ou tour final | Première rencontre | Dernière rencontre | Nombre |
| --------------- | ---------------- | -------------- | ------------------- | ------------------ | ------------------ | ------ |
| Division 1      | AS Saint-Étienne | 1re journée    | 13e                 | 7 août 1973        | 25 mai 1974        | 38     |
| Coupe de France | AS Saint-Étienne | 1/32 de finale | 1/32 de finale      | 3 février 1974     | 3 février 1974     | 1      |

### Division 1

#### Classement
| Rang | Équipe    | Pts | J  | G  | N  | P  | Bp | Bc | Diff | Bon |
| ---- | --------- | --- | -- | -- | -- | -- | -- | -- | ---- | --- |
| 10   | Lens      | 44  | 38 | 14 | 8  | 16 | 58 | 65 | -7   | 8   |
| 11   | Metz      | 43  | 38 | 14 | 7  | 17 | 53 | 53 | 0    | 8   |
| 12   | Marseille | 43  | 38 | 13 | 9  | 16 | 58 | 62 | -4   | 8   |
| 13   | Rennes    | 43  | 38 | 16 | 8  | 14 | 42 | 47 | -5   | 3   |
| 14   | Bordeaux  | 42  | 38 | 11 | 12 | 15 | 55 | 57 | -2   | 8   |
| 15   | Bastia    | 41  | 38 | 14 | 8  | 16 | 44 | 49 | -5   | 5   |
| 16   | Monaco    | 41  | 38 | 11 | 11 | 16 | 64 | 73 | -9   | 8   |

#### Résultats
| Total  | Total  | Total | Total | Total | Total | Total | Total | Domicile | Domicile | Domicile | Domicile | Domicile | Domicile | Extérieur | Extérieur | Extérieur | Extérieur | Extérieur | Extérieur |
| Matchs | Points | V     | N     | D     | BP    | BC    | Diff. | V        | N        | D        | BP       | BC       | Diff.    | V         | N         | D         | BP        | BC        | Diff.     |
| ------ | ------ | ----- | ----- | ----- | ----- | ----- | ----- | -------- | -------- | -------- | -------- | -------- | -------- | --------- | --------- | --------- | --------- | --------- | --------- |
| 38     | 40(+3) | 16    | 8     | 14    | 42    | 47    | -5    | 11       | 3        | 5        | 26       | 16       | +10      | 5         | 5         | 9         | 16        | 31        | -15       |

#### Résultats par journée
| Journée   | 01 | 02 | 03 | 04 | 05 | 06 | 07 | 08 | 09 | 10 | 11 | 12 | 13 | 14 | 15 | 16 | 17 | 18 | 19 | 20 | 21 | 22 | 23 | 24 | 25 | 26 | 27 | 28 | 29 | 30 | 31 | 32 | 33 | 34 | 35 | 36 | 37 | 38 |
| --------- | -- | -- | -- | -- | -- | -- | -- | -- | -- | -- | -- | -- | -- | -- | -- | -- | -- | -- | -- | -- | -- | -- | -- | -- | -- | -- | -- | -- | -- | -- | -- | -- | -- | -- | -- | -- | -- | -- |
| Terrain   | D  | E  | D  | D  | E  | D  | E  | D  | E  | D  | E  | D  | E  | D  | E  | D  | D  | E  | D  | E  | E  | D  | E  | D  | E  | D  | E  | D  | E  | E  | D  | E  | D  | E  | D  | E  | D  | E  |
| Résultats | V  | N  | V  | D  | N  | D  | D  | D  | D  | V  | N  | V  | D  | N  | V  | V  | D  | D  | N  | V  | D  | V  | D  | D  | V  | V  | D  | V  | V  | N  | N  | N  | V  | D  | V  | V  | V  | D  |
| Points    | 2  | 3  | 5  | 5  | 6  | 6  | 6  | 6  | 6  | 8  | 9  | 11 | 11 | 12 | 14 | 16 | 16 | 16 | 17 | 19 | 19 | 21 | 21 | 21 | 23 | 26 | 26 | 28 | 30 | 31 | 32 | 33 | 36 | 36 | 39 | 41 | 43 | 43 |
| Place     | 4  | 7  | 7  | 9  | 10 | 15 | 18 | 19 | 20 | 20 | 20 | 19 | 20 | 20 | 19 | 18 | 17 | 19 | 18 | 16 | 18 | 17 | 18 | 18 | 18 | 17 | 18 | 17 | 17 | 18 | 18 | 17 | 14 | 15 | 13 | 13 | 10 | 13 |

Source : Liste des rencontres

Terrain : D = Domicile ; E = Extérieur. Résultat: D = Défaite ; N = Nul ; V = Victoire.